# Talaq ba lần ở Ấn Độ
Triple talaq, còn được gọi là Talaq-e-biddat, (Ly hôn tức thì) là một dạng ly hôn trong Hồi giáo (được gọi là talaq-e-mughallazah - ly hôn không thể hủy ngang). Nó cho phép bất kỳ người đàn ông Hồi giáo nào ly thân vợ một cách hợp pháp bằng cách ghi rõ từ talaq (từ tiếng Ả Rập nghĩa là "ly hôn") ba lần bằng dạng lời nói, bằng văn bản hoặc gần đây hơn là dạng điện tử. Việc thực hành này trong những người Hồi giáo ở Ấn Độ đã là chủ đề gây nhiều tranh cãi và tranh luận. Những người không đồng ý với lối thực hành đã đưa ra các vấn đề về công lý, bình đẳng giới, nhân quyền và chủ nghĩa thế tục. Chính phủ Ấn Độ và Toà án Tối cao Ấn Độ tham dự vào cuộc tranh luận, và liên hệ đến nó về một bộ luật dân sự thống nhất ở Ấn Độ. Vào ngày 22 tháng 8 năm 2017, Toà án Tối cao Ấn Độ cho rằng ly hôn ngay lập tức kiểu triple talaq (talaq-e-biddat) là vi hiến. Ba thẩm phán của một thành đoàn gồm năm thẩm phán đã quyết định rằng việc thực hành ly hôn ngay lập tức (triple talaq) là vi hiến, trong khi hai thẩm phán khác phán quyết cho đó là hợp hiến, nhưng đồng thời yêu cầu chính phủ cấm việc thực hành này bằng cách ban hành một đạo luật .